# Den helige Antonius
Den helige Antonius, även känd som Antonios Eremiten, Antonios Abboten och Antonios den store, född år 251 i Herakleopolis, död 356 i Kolzim, var en egyptisk eremit, ökenfader och abbot.
Han vördas som helgon inom bland annat Romersk-katolska kyrkan och räknas till de fjorton nödhjälparna. Hans minnesdag firas den 17 januari. Antonius levnadsbeskrivning, vita, är berömd. Anledningen till att så mycket är känt om Antonius liv är att kyrkofadern Athanasius skrev boken S:t Antonius liv omkring 360, på grekiska. I och med denna bok spreds även Antonius asketiska förebild i munkvärlden.

## Biografi
Antonius föddes i Övre Egypten i en välbärgad familj. Hans föräldrar dog när han var omkring 18 eller 20 år gammal och lämnade honom med en stor förmögenhet, hus och åkrar och ansvaret över sin minderåriga syster. Antonius följde sin ingivelse efter att lyssnat till  prästs predikan om Jesusordet om att sälja allt man har och ge det till de fattiga för att få igen det i himlen. Han placerade sin syster i ett nunnekollektiv och sålde allt han hade och gav sina pengar till fattiga. Han skall ha varit likgiltig till utsvävningar och rikedomar. Ett tag levde han nära sitt eget hus och sökte de lärdas sällskap. Han sov på en matta men oftast på den bara marken. Han åt en gång om dagen, endast bröd, salt och vatten. Ofta åt han inte på flera dagar och vakade på nätterna utan att sova. Sedan gick han ut i öknen för att leva ett liv som eremit.  Han levde ensam i en hemsökt fästningsruin under tjugo år. Han var beroende av en bondefamilj som bodde i närheten för mat. Men folk kom till honom för vägledning. Efter tjugo år kom hans vänner och bröt med våld sönder barrikaden av plankor som han själv byggt som skydd mot omvärlden och besökare. Till slut valde han att tillåta folk att vara hos honom, men i egna grottor. På lördagsnätterna träffades de för att be tillsammans. För att lättare kunna motstå frestelser skulle de utföra ett hantverk. Detta blev världens första klostergemenskap. Detta skedde år 305. Klostret fick namnet S:t Antonius och finns kvar än idag. Antonius blev, enligt sina samtidas vittnesbörd, mycket gammal, mer än hundra år.

## Legender
Antonius bodde som eremit och plågades ständigt av frestelser såsom god mat och vackra kvinnor, men han kunde stå emot dem. Det enda viktiga för honom var att kunna be och på så sätt komma närmare Gud. Det berättas att en rasande svärm av onda andar och monster gick till attack mot honom och sårade honom svårt med tänder, horn och klövar. Några män hittade honom död och de bar bort honom och inledde hans begravning med böner och sånger. Då väcktes Antonius till liv igen. Därefter visade sig Jesus i form av ett ljussken som fyllde luften, och i samma ögonblick blev Antonius helad från alla sår. 
När Antonius var nittio år besökte han Paulus av Thebe (Paulus Eremiten) som var en eremit som bodde ensam omkring nittio år i en grotta nära den egyptiska staden Thebe.
Antonios åberopas mot många sjukdomar, t.ex. antoniuseld, som kan vara bältros eller mjöldrygeförgiftning.

## Symboler
Antonius framställs i konsten med en T-korsstav, ett Antoniuskors, som han använde för att driva demonerna på flykten. Han hade också en klocka på staven eller i handen för att jaga bort de onda andrarna i ruinerna i gamla hednatempel. Ett annat attribut är svinet, som ofta också har en klocka om halsen. Antoniterna vårdade utan betalning sjuka och i gengäld fick deras svin beta gratis. Därför utmärktes dessa svin med en klocka om halsen. På bilderna brukar också finnas flammor, facklor eller ett fat med eld, som symboler för den heliga elden ignis sacer.